# Viktor Brack

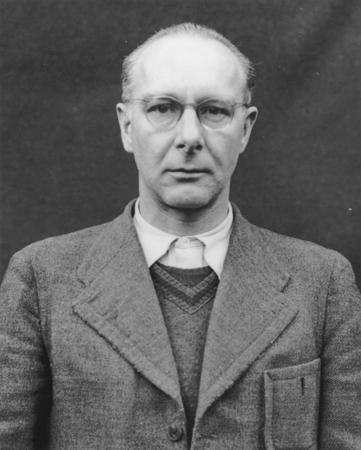
Viktor Brack als Angeklagter im Nürnberger Ärzteprozess

Viktor Hermann Brack (* 9. November 1904 in Haaren; † 2. Juni 1948 im Kriegsverbrechergefängnis Landsberg) war ein deutscher politischer Funktionär. Als solcher war er Oberdienstleiter des Amtes II in der Kanzlei des Führers (KdF) und SS-Oberführer. Als einer der maßgeblichen Organisatoren der Krankenmorde in der Zeit des Nationalsozialismus, der sogenannten Aktion T4, und von medizinischen Experimenten in Konzentrationslagern wurde er im Nürnberger Ärzteprozess 1947 zum Tode verurteilt und 1948 hingerichtet.

## Leben

### Jugend und Berufsausbildung
Bracks Vater war ein Arzt aus Göttingen, seine Mutter eine katholische Wolgadeutsche aus Saratow. Nach dem Besuch der Realschule in Bad Dürkheim und einer Oberrealschule in Ludwigshafen zog die Familie 1921 nach München, wo Brack 1923 die Reifeprüfung an der Luitpold-Oberrealschule ablegte. Schon 1922 hatte er sich als Zeitfreiwilliger der Reichswehr angeschlossen und gehörte dabei zu einer Ausbildungseinheit unter Eduard Dietl. Nach eigenen Angaben war er beim Marsch auf die Feldherrnhalle als Freikorpsangehöriger eingesetzt.
Brack studierte an der Technischen Hochschule München zunächst Landwirtschaft, nach drei Semestern wechselte er wegen schlechter Berufsaussichten zu Wirtschaftswissenschaften. 1928 legte er einen Abschluss als Diplomwirtschaftler ab. Bracks eigene Angaben zu seiner Berufstätigkeit zwischen 1928 und 1932 sind teilweise widersprüchlich: So will er weiter Vorlesungen an der Münchner Hochschule besucht haben, als „Schnellfahrer“ für BMW tätig gewesen sein, als Ingenieur für eine Maschinenfabrik in der Nähe von Tübingen gearbeitet haben und als Chauffeur für das Sanatorium seines Vaters beschäftigt gewesen sein.
1934 heiratete Brack Thea Ober. Aus der Ehe gingen vier Kinder hervor.

### Mitglied der NSDAP und der SS
Zum 1. Dezember 1929 trat Brack in die NSDAP (Mitgliedsnummer 173.388) und SS (SS-Nummer 1.940) ein. 1930 wurde er vom späteren SS-Oberst-Gruppenführer Sepp Dietrich mit der Motorisierung der 1. SS-Standarte beauftragt. Im gleichen Jahr diente Brack Heinrich Himmler zeitweise als Chauffeur. Nach Bracks Aussagen in Nürnberg war sein Vater Geburtshelfer bei der Entbindung eines der Kinder Himmlers gewesen; seitdem waren die Familien befreundet.
Als Brack 1932 arbeitslos wurde, fand er Beschäftigung in der Münchner Parteizentrale der NSDAP, dem Braunen Haus. Er arbeitete als Stabsleiter für den Reichsgeschäftsführer Philipp Bouhler. Nach der Machtübernahme beauftragte Adolf Hitler 1934 Bouhler mit der Einrichtung der Kanzlei des Führers (KdF) in Berlin. Diese relativ kleine Dienststelle erledigte Hitlers Privatangelegenheiten, bearbeitete an ihn gerichtete Bittgesuche und sprach Begnadigungen aus. Bouhler nahm Brack mit nach Berlin. Ab 1936 war Brack Stellvertreter Bouhlers und auch Oberdienstleiter des Hauptamtes II der KdF, das für Staats- und Parteiangelegenheiten zuständig war.
Vom 1. April 1938 bis zum Ende des Zweiten Weltkrieges übernahm Brack als Reichsfachamtsleiter die Leitung des Deutschen Radfahrer-Verbandes bzw. des Fachamts Radsport im Nationalsozialistischen Reichsbund für Leibesübungen und wurde gleichzeitig zum Führer des Berufsverbands des deutschen Radsports ernannt. Damit vereinigte er die Spitzenämter des deutschen Amateur- und Berufsradsports in einer Person. In dieser Funktion ließ Brack falsche Meldungen über den ominösen Tod des Radrennfahrers Albert Richter verbreiten; ob er indes persönlich, wie vielfach vermutet, die Tötung Richters befohlen hat, kann nicht belegt werden.
In der SS wurde Brack regelmäßig befördert: schon 1932 zum SS-Sturmführer, 1933 unter Auslassung eines Dienstgrades zum SS-Sturmhauptführer, 1935 zum SS-Sturmbannführer, 1936 zum SS-Obersturmbannführer, 1937 zum SS-Standartenführer und schließlich am 9. November 1940 zum SS-Oberführer.

### Mitorganisator der Aktion T4
Im Sommer 1939 beauftragte Hitler die Kanzlei des Führers (KdF) mündlich mit der Vorbereitung und Durchführung der sogenannten „Aktion T4“, der massenhaften Tötung von Geisteskranken und Behinderten. Die KdF war schon zuvor mit der sogenannten Kinder-„Euthanasie“ betraut worden. Eine schriftliche Beauftragung Hitlers zur Gewährung des „Gnadentods“ ist auf den 1. September 1939 datiert, wahrscheinlich aber erst im Oktober 1939 entstanden. Der Brief nennt Hitlers Begleitarzt Karl Brandt und den Leiter der KdF, Philipp Bouhler als „Euthanasie“-Beauftragte. Bouhler übertrug die Leitung der „Aktion T4“ weitgehend an Viktor Brack. Beide nahmen an einer Besprechung teil, bei der vermutlich Ende Juli 1939 mehrere Psychiater in die „Euthanasie“-Planungen einbezogen wurden. Diese Mediziner, darunter Werner Heyde und Paul Nitsche, bauten das System der T4-Gutachter auf, die von der Zentraldienststelle T4 einberufen wurden und über die Auswahl der zu tötenden Patienten zu entscheiden hatten. Brack war sowohl während der Vorbereitung als auch während der Durchführung der „Aktion T4“ für die Auswahl und die Einstellung des Personals verantwortlich. Zudem beteiligte er sich im Oktober 1939 an der Bestimmung von Schloss Grafeneck zur Tötungsanstalt Grafeneck und war im Januar 1940 bei einer „Probevergasung“ in Brandenburg anwesend. Zur Verschleierung der Verantwortung der KdF für die „Vernichtung lebensunwerten Lebens“ wurden mehrere Tarnorganisationen gegründet. Brack benutzte den Decknamen Jennerwein, wenn er für diese Tarnorganisationen tätig war.
Im Januar 1940 begann die Tötung von Kranken in den Gaskammern der Anstalten Brandenburg und Grafeneck. Am 3. April 1940 referierte Brack auf dem Deutschen Gemeindetag: 30 bis 40 Prozent der etwa 300.000 Geisteskranken im Deutschen Reich seien „asoziale“ oder „lebensunwerte“ Elemente. Diese würden jetzt in „primitive Unterkünfte“ umgelegt, wodurch mit einer höheren Sterblichkeit zu rechnen sei. Brack bat die etwa 200 Vertreter der Kommunen, auf die Bevölkerung beruhigend einzuwirken und sich auf das Eintreffen von Urnen vorzubereiten. Trotz umfangreicher Bemühungen, die Aktion T4 geheim zu halten, sickerten immer wieder Gerüchte durch: So informierte Himmler am 19. Dezember 1940 Brack schriftlich, dass der wahre Zweck der Tötungsanstalt Grafeneck bekannt geworden sei.
Unter der Bezeichnung „Sonderbehandlung 14f13“ wurde die Aktion T4 wahrscheinlich Ende März 1941 auf die Häftlinge in den Konzentrationslagern ausgeweitet. Brack dürfte hierbei der Verbindungsmann zwischen Himmler und den Tarnorganisationen der Aktion T4 gewesen sein. Am 23. April 1941 sprachen Viktor Brack und Werner Heyde auf einer Tagung der Generalstaatsanwälte und Präsidenten der Oberlandesgerichte beim Reichsjustizminister. Sie stellten die Aktion T4 vor, zeigten den Brief Hitlers von 1939 und erwähnten, dass Hitler die Verabschiedung eines förmlichen Gesetzes zur „Euthanasie“ aus außenpolitischen Gründen abgelehnt hatte.

### Transfer von Personal und Technik zur Aktion Reinhardt
Am 24. August 1941 wurde die „Aktion T4“ in ihrer bisherigen Form auf Befehl Hitlers eingestellt. Tatsächlich wurde die Ermordung Behinderter durch systematische Unterernährung und Überdosierung von Medikamenten bis zum Kriegsende fortgeführt. Diese zweite Phase der NS-Euthanasie wurde unter dem Namen „Aktion Brandt“ bekannt.
Wahrscheinlich über 100 Angehörige des T4-Personals wurden bis Sommer 1942 in die Vernichtungslager der Aktion Reinhardt in Polen versetzt. Zu diesem Personenkreis zählten unter anderem Christian Wirth, Franz Stangl, Irmfried Eberl und Erich Hermann Bauer. Die bei der Aktion Reinhardt verwandten Gaskammern entsprachen ebenso wie die Methoden zur Täuschung der Opfer weitgehend den Praktiken bei der Aktion T4.
Für Brack lassen sich zahlreiche Verbindungen zur Aktion Reinhardt nachweisen: Schon im September 1941 besuchte er Odilo Globocnik in Lublin. Am 14. Dezember 1941 sprach er mit Himmler vermutlich über die geplante Ermordung der europäischen Juden mit Hilfe von Giftgas. Im April 1942 trafen sich Brack und Bouhler mit Globocnik in Berlin. Nach Aussagen von Josef Oberhauser hielt sich Brack im Mai 1942 erneut in Lublin auf, um mit Globocnik die Abstellung weiteren Personals von T4 zu besprechen. Am 23. Juni 1942 berichtete Brack Himmler über den erfolgten Personaltransfer nach Lublin.

### Versuche zur Röntgenkastration
Schon am 28. März 1941 übergab Brack Himmler persönlich einen „Bericht über die Versuche betr. Röntgenkastration“. In dem Bericht kam Brack zu dem Ergebnis, „daß nach dem augenblicklichen Stand der Röntgentechnik und -forschung es ohne weiteres möglich ist, eine Massensterilisation durch Röntgenstrahlen durchzuführen.“ Über ein Jahr später, im schon erwähnten Schreiben vom 23. Juni 1942, machte Brack Himmler erneut auf seine Vorschläge aufmerksam: „Bei ca. 10 Millionen europäischer Juden sind nach meinem Gefühl mindestens 2-3 Millionen sehr gut arbeitsfähiger Männer und Frauen enthalten. Ich stehe in Anbetracht der außerordentlichen Schwierigkeiten, die uns die Arbeiterfrage bereitet, auf dem Standpunkt, diese 2-3 Millionen auf jeden Fall heranzuziehen und zu erhalten. Allerdings geht das nur, wenn man sie gleichzeitig fortpflanzungsunfähig macht.“ Im Juli 1942 entschied Himmler, Versuche zur Zwangssterilisierung in Auschwitz durchführen zu lassen. Ab Herbst 1942 führte Horst Schumann, zuvor Arzt bei der Aktion T4, im Frauenlager Birkenau Experimente zur Röntgenkastration durch.
Im August 1942 verließ Brack die Kanzlei des Führers und trat als Untersturmführer der Waffen-SS in die 7. SS-Freiwilligen-Gebirgs-Division „Prinz Eugen“ ein. Später war er dem V. SS-Gebirgskorps zugeteilt, wahrscheinlich als Ordonnanzoffizier. Im November 1944 wurde er wieder zur Kanzlei des Führers versetzt. Nach Angaben von Werner Best gehörte Brack einer von Bouhler geleiteten Kommission an, die im Januar 1945 in Dänemark nach fronttauglichen deutschen Soldaten suchte.

### Angeklagter im Nürnberger Ärzteprozess

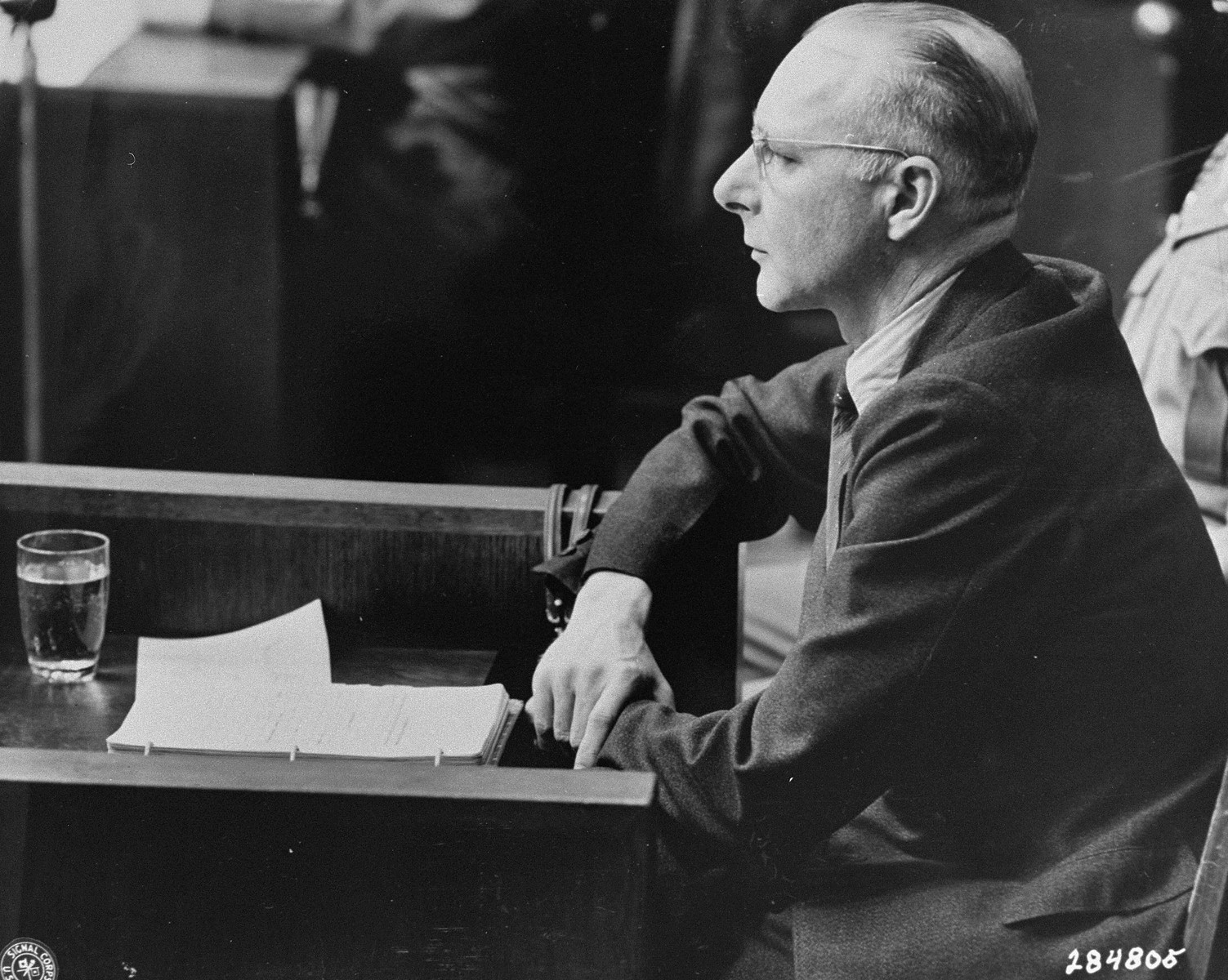
Viktor Brack beim Nürnberger Ärzteprozess

Im April 1945 wurde Brack mit anderen Angehörigen der Kanzlei des Führers, u. a. Werner Blankenburg und Albert Bormann, nach Bayern ausgeflogen. Dort wurde er am 20. Mai 1946 von den Amerikanern verhaftet, geriet ins Gefängnis Traunstein und wurde dann zusammen mit seinem Vetter Reinhold Vorberg im Lager Moosburg interniert. Als einer von drei Nicht-Ärzten wurde Viktor Brack nach Kriegsende im Nürnberger Ärzteprozess angeklagt. Für die Auswahl Bracks als Angeklagter dürfte seine Beteiligung an der Aktion T4 ausschlaggebend gewesen sein: Nach dem Suizid Philipp Bouhlers galt er zusammen mit Karl Brandt als der ranghöchste Verantwortliche für die NS-Euthanasie.
In Vernehmungen im Vorfeld des Ärzteprozesses versuchte Brack, seine Vorschläge zur Röntgenkastration zu leugnen. Als ihn der amerikanische Vernehmungsoffizier mit Dokumenten konfrontierte, brach er weinend zusammen. Seine eigene Rolle bei der Aktion T4 versuchte er herunterzuspielen: Ein von Brack gezeichnetes Organisationsschema zeigt ihn in einer Position abseits der Entscheidungsstränge. Vor Gericht berief er sich zudem darauf, das sittliche Prinzip des Mitleids und humane Erwägungen hätten für die NS-Euthanasie gesprochen. Im März 1947 verfasste Philipp Bouhlers persönlicher Adjutant Karl Freiherr Michel von Tüßling eine eidesstattliche Versicherung zur Verteidigung Viktor Bracks, in welcher er unter anderem auch Bracks Beziehung zu Hitlers Privatsekretär Martin Bormann darstellte.
Im Ärzteprozess, der vom 9. Dezember 1946 bis zum 20. Juli 1947 dauerte, wurden am 20. August 1947 die Urteile verkündet. Für Brack lautete der Urteilsspruch „Tod durch den Strang“. Das Urteil wurde am 2. Juni 1948 im Kriegsverbrechergefängnis Landsberg vollstreckt.

## Ein Mitorganisator des Massenmords
„Brack und seine Mitarbeiter hatten den fabrikmäßigen Massenmord erfunden.“

Als Viktor Brack 1929 in die NSDAP eintrat, war die Partei eine Splitterpartei, die mit 12 von 491 Sitzen im Reichstag vertreten war, in den Landtagswahlen des Jahres aber durchweg Stimmenzuwächse verbuchen konnte. In den Lebensläufen aus den 30er Jahren behauptete Brack, er sei bereits seit 1921 Nationalsozialist gewesen, nachdem die Familie „unter dem Druck der französischen Besatzung“ von der bayrischen Pfalz nach München gezogen sei. Der Partei sei er nicht beigetreten, um an der Universität die Ziele der Bewegung besser fördern zu können. Mit ähnlichen Argumenten versuchte er, seine Mitgliedschaft im Tannenbergbund, der Erich Ludendorff nahestand, zu erklären.
In der Kanzlei des Führers (KdF) bearbeitete Brack zunächst Bittgesuche an Hitler und konnte dabei durchaus Erfolge im Sinne der Hilfesuchenden erzielen. Dies belegen Aussagen von Entlastungszeugen, die Bracks Verteidiger im Nürnberger Ärzteprozess aufbot. Prominentester Zeuge war der Medizinnobelpreisträger Otto Warburg, dem Brack 1941 die Fortsetzung seiner Forschungstätigkeit ermöglichte, als Warburg wegen der jüdischen Herkunft seines Vaters die Entlassung drohte.
Die Beauftragung der Parteidienststelle KdF zur Durchführung der Aktion T4 dürfte aus Gründen der Geheimhaltung erfolgt sein, denn zu keinem Zeitpunkt des Dritten Reiches war die Tötung von Kranken und Behinderten strafrechtlich zulässig. Zudem war die KdF schon mit Eingaben von Angehörigen befasst, in denen Hitler um die Gewährung eines vermeintlichen „Gnadentods“ für die Kranken gebeten wurde. Zusammen mit Werner Heyde und Herbert Linden vom Reichsinnenministerium kann Viktor Brack zu den führenden Köpfen bei der Durchführung der Aktion T4 gezählt werden. Nicht an den im Schreiben Hitlers genannten Philipp Bouhler, sondern an Brack wandte sich Himmler, als er im Dezember 1940 von Problemen mit der Geheimhaltung im Umfeld der Tötungsanstalt Grafeneck erfuhr.
Bei der Aktion T4 wurden etwa 70.000 Patienten ermordet, in den Vernichtungslagern der Aktion Reinhardt etwa 1,7 bis 1,9 Millionen vorwiegend polnische Juden. Brack war am Transfer von Personal und Technik nicht nur zur Aktion Reinhardt an führender Stelle beteiligt: Am 25. Oktober 1941 wandte sich Ehrhard Wetzel vom Reichsministerium für die besetzten Ostgebiete an den Reichskommissar für das Ostland, Hinrich Lohse: Unter dem Betreff „Ihren Bericht vom 4. 10. 1941 bezüglich Lösung der Judenfrage“ teilte Wetzel mit, „daß sich Oberdienstleiter Brack von der Kanzlei des Führers bereiterklärt hat, bei der Herstellung der erforderlichen Unterkünfte sowie der Vergasungsapparate mitzuwirken“. Abschließend stellte Wetzel fest: „Nach Sachlage bestehen keine Bedenken, wenn diejenigen Juden, die nicht arbeitsfähig sind, mit den Brackschen Hilfsmitteln beseitigt werden.“
Die von Brack mitorganisierten Versuche zur Röntgenkastration in Auschwitz erwiesen sich als untauglich. Bracks Vertreter in der KdF, Werner Blankenburg, berichtete am 29. April 1944 an Himmler, „daß eine Kastration des Mannes auf diesem Wege ziemlich ausgeschlossen ist oder einen Aufwand erfordert, der sich nicht lohnt“. Die Zahl der Opfer der Versuche zur Röntgenkastration in Auschwitz ist nicht genau bekannt. Die Häftlinge, die die Versuche überlebten, hatten mit schwersten körperlichen und seelischen Folgen zu kämpfen.

## Schriften
- Tageslosungen für Betriebsappelle. Der Aufbau, Berlin 1936.